# Tebaldo I di Blois
Tebaldo I, detto Tebaldo il Truffatore, o Tebaldo l'Ingannatore (in francese Thibaut le Tricheur) (910 circa – 16 gennaio 975/977), fu conte di Blois, di Tours, di Chartres e di Châteaudun.

## Origine
Era figlio del capostipite della casata di Blois-Champagne, il visconte di Blois e di Tours, Tebaldo il Vecchio e della sua prima moglie, di cui non si conoscono né il nome né gli ascendenti; di questo matrimonio non esistono fonti primarie che lo confermino, ma lo storico francese Henri d'Arbois de Jubainville, nel suo Histoire des ducs et des comtes de Champagne fa riferimento ad un documento, datato 980, di una donazione fatta alla chiesa di San Martino di Tours, dalla contessa Liutgarda di Vermandois, assieme ai suoi figli, Ugo, Arcivescovo di Bourges e Oddone (?-† 995), conte di Blois a favore delle anime del conte Tebaldo il Vecchio, della contessa Richilde e del loro figlio, il vescovo Riccardo, definito fratello del defunto marito, Tebaldo, deducendo quindi che la madre di Tebaldo non era Richilde ma una moglie precedente.

## Biografia

Blasone originale dei conti di Blois.

Nel dicembre del 942, come narra Rodolfo il Glabro, Tebaldo uccise a tradimento il duca di Normandia, Guglielmo detto Lungaspada (905 † 942), figlio del primo duca di Normandia, Rollone e di Poppa di Bayeux. Guglielmo detto Lungaspada lasciva una vedova: Liutgarda, la figlia femmina secondogenita del conte di Vermandois, di Meaux, di Soissons e di Madrie e di Vexin, signore di Peronne, Senlis e San Quintino e, da poco, anche conte di Troyes, Erberto II (880 – 943) (discendente del Re d'Italia, Bernardo, nipote di Carlo Magno) e di Adele (ca. 895- ca. 931), l'unica figlia del marchese di Neustria e futuro re di Francia, Roberto I, e di Adele del Maine, come è indicato nelle Europäische Stammtafeln., vol II, cap. 10 (non consultate). La Chronica Albrici Monachi Trium Fontium, citandoli nell'anno 920, conferma la parentela tra Erberto II e Roberto I.
Tebaldo, dopo l'omicidio si precipitò dal fratello di Liutgarda, Erberto, per chiedere la mano della vedova. Erberto chiamata a sé la sorella, la convinse ad accettare la proposta di Tebaldo.
Molto probabilmente, tra il 943 ed il 944, poco prima o subito dopo aver ereditato le viscontee di Blois e di Tours, Tebaldo sposò Liutgarda. Il matrimonio tra Tebaldo e la sorella di Erberto, Liutgarda, che portò in dote la contea di Provins, primo nucleo della futura contea di Champagne, è confermato anche dal Liber Modernorum Regum Francorum.
Secondo alcune fonti, suo padre, Tebaldo il Vecchio, assunse il titolo di conte, prima di morire. Infatti in un documento della chiesa di San Martino di Tours, del 944, Tebaldo il Vecchio, citato col titolo di conte e definito padre di Tebaldo I di Blois, fece una donazione alla chiesa stessa (salvo il diritto di esercitarvi la giustizia) di vari terreni e diede del denaro (due corone d'argento) per la sua futura sepoltura nell'abbazia.
Comunque Tebaldo, alla morte del padre, nel 944 circa, ereditò le viscontee di Blois e di Tours.
Tebaldo era vassallo del duca dei Franchi, Ugo il Grande, che nel 945, lo incaricò di custodire il re dei Franchi occidentali o di Francia, Luigi IV d'Oltremare.
Nel 952, il duca di Bretagna, Alano II detto Barbastorta, secondo lo storico francese, Arthur de La Borderie, si ammalò gravemente e sentendosi vicino alla morte, ancora secondo La Borderie, convocò a Nantes, suo cognato (Alano II detto Barbastorta aveva sposato la sorella di Tebaldo, Rosalia o Adelaide), Tebaldo I il Truffatore e gli affidò il suo unico figlio legittimo di pochi mesi di vita, Drogone, affinché lo rappresentasse in tutti i suoi titoli ed interessi.
Alano aveva inoltre convocato a Nantes i nobili della Bretagna, che giurarono fedeltà a Drogone e a Tebaldo I.
Quindi, secondo lo storico francese, Christian Settipani, dopo la morte del cognato, Alano II detto Barbastorta, nel 952, divenne il tutore di suo nipote, Drogone di Bretagna, divenendo responsabile del governo del ducato di Bretagna, che poi divise col nuovo marito della sorella il conte d'Angiò, Folco II, detto il Buono.
Secondo il Gesta Normannorum di Dudone di San Quintino, nel 955, Tebaldo dopo aver catturato Évreux, fu sconfitto dal duca di Normandia, Riccardo I, alla foce della Senna nei pressi di Rouen.
Nel 956, alla morte di Ugo il Grande, approfittando che i giovani figli di Ugo il Grande, Ugo Capeto e Oddone, litigavano per la divisione dei titoli e dei domini del padre, Tebaldo si impadronì di Chartres e di Châteaudun, ed inoltre si proclamò conte di Blois e di Tours.
In un documento del 957, firmato, assieme ad altri, dal conte Tebaldo e dal figlio, anche lui di nome Tebaldo, Tebaldo si definisce conte di Tours.
Nel 958, durante un incontro con suo cognato, Folco II d'Angiò (incontro avvenuto nella regione compresa tra Chinon e Bourgueil), i due visconti si autoqualificano come conti del reame di Neustria.
Ancora in un altro documento dell'Histoire du Comté du Maine pendant le X et le XI siècle, Tebaldo firmò col titolo di conte assieme al figlio Tebaldo, nel settembre 960.
Pur rimanendo nominalmente vassallo del nuovo duca dei Franchi, Ugo Capeto, Tebaldo cominciò ad avere un diretto rapporto col nuovo re di Francia, Lotario IV, per cui poteva governare le sue contee, nel cuore della marca di Neustria, quasi autonomamente dal suo potente signore, Ugo Capeto.
Nel 960 inoltre ottenne la conferma delle contee di Chartres e Châteaudun.
La sua autonomia dal duca dei Franchi, Ugo Capeto, divenne completa, nel 963, divenendo vassallo del re dei Franchi occidentali, Lotario IV.
Secondo Rosamond McKitterick, Tebaldo nel 964 fu scomunicato dall'arcivescovo di Reims, Odelrico, per avergli sottratto le signorie di Chino, di Saumur e di Baugency.
In un documento del maggio 974 il conte Tebaldo viene citato per l'ultima volta; morì tra il 975 ed il 977: gli succedette il figlio Oddone.

## Matrimonio e discendenza
Tebaldo da Liutgarda ebbe quattro o cinque figli:
- Tebaldo, come risulta da due documenti, uno del 957[10] ed il secondo del 960[10] (?-† ca. 962)
- Ugo[21] (?- 2 gennaio 986), Arcivescovo di Bourges[22]
- Oddone[21] (?-† 995), conte di Blois
- Emma (?-1003), sposando Guglielmo IV di Aquitania[23], divenne duchessa d'Aquitania e contessa di Poitiers[24].
- Ildegarda, che, in prime nozze, sposò il signore di Bray-sur-Seine, Burcardo († 987). Uno dei figli, Burcardo il Barbuto, divenne signore di Montmorency e dette così origine alla famiglia dei Montmorency. Mentre, in seconde nozze, sposò Ugo di Châteaudun.

### Fonti primarie
- (LA)  Monumenta Germaniae Historica, tomus XXIII.
- (LA)  René Merlet, La chronique de Nantes.
- (LA)  Rerum Gallicarum et Francicarum Scriptores, tomus IX.
- (EN)  Dudone di San Quintino, Gesta Normannorum.
- (LA) Croniques des Comtes d'Anjou, su books.google.it.
- (LA)  Rodulfus Glaber Cluniacensis: Historiarum Sui Temporis Libri Quinque.
- (LA)  Cartoulaire de l'abbaye de Saint Pere de Chartres, tomus I.
- (LA)  Cartoulaire de l'abbaye de Saint Pere de Chartres, tomus II.
- (LA)  Ademarus Engolismensis Historiarum.
- (LA)  Chronicon Santi Maxentii Pictavinis, Chroniques des Eglises d´Anjou.

### Letteratura storiografica
- René Poupardin, I regni carolingi (840-918), in «Storia del mondo medievale», vol. II, 1999, pp. 583–635
- Louis Halphen, Francia: gli ultimi Carolingi e l'ascesa di Ugo Capeto (888-987), in «Storia del mondo medievale», vol. II, 1999, pp. 636–661
- (FR)  Emile Mabille, La pancarte noire de Saint-Martin de Tours brulée en 1793 (ed. 1866).
- (FR)  Histoire de Bretagne, de l'année 754 a l'année 995 di Arthur Le Moyne de La Borderie.